# Jobinia latipes
Jobinia latipes är en oleanderväxtart som först beskrevs av Joseph Decaisne, och fick sitt nu gällande namn av Liede och Meve. Jobinia latipes ingår i släktet Jobinia och familjen oleanderväxter. Inga underarter finns listade i Catalogue of Life.